# Catalina Oliver Tomàs
Catalina Oliver Tomàs (Llucmajor, 14 de juny de 1979) és una atleta mallorquina.
El 1995 fou campiona d'Espanya en la categoria cadet en la modalitat 300 i 100 metres llisos. Com a junior, guanyà (1996 i 1998) el campionat d'Espanya en 400 metres llisos. Als campionats d'Espanya absoluts, fou (2000 i 2001) medalla de bronze en 4x400 metres lliures. A més, ha estat subcampiona d'Espanya en quatre ocasions i campiona de Balears quinze vegades, a diferents categories. Ha format part de la selecció espanyola en cinc encontres internacionals i participà a les Olimpíades de la Joventut celebrades a Anglaterra.
El 2000 va ser campiona d'Espanya Promesa a Sevilla en la modalitat de 200 metres llisos.